# Mattwaldhorn
Das Mattwaldhorn (3246 m ü. M.) ist ein Berg der Weissmiesgruppe in den Walliser Alpen. Westlich etwa einen Kilometer entfernt liegt das Simelihorn (3124 m ü. M., 638875 / 116544), das mit dem Mattwaldhorn durch einen Grat verbunden und nicht sonderlich selbständig ist. In der Landeskarte der Schweiz wurde bis 1987 das Mattwaldhorn als Simelihorn und das Simelihorn als Galenhorn bezeichnet.
Die Gipfel befinden sich östlich oberhalb des Saastales, Eisten ist vom Simelihorn knapp vier Kilometer entfernt.
Mattwaldhorn und Simelihorn sind nicht vergletschert. Sie sind zusammen mit dem östlich liegenden Böshorn (3268 m ü. M.) die nördlichsten Dreitausender der Weissmiesgruppe. Vom Böshorn ist das Mattwaldhorn durch den obersten Teil des Nanztales getrennt. Sie werden im Vergleich zu den prominenten Gipfeln der Gruppe sehr selten bestiegen. Auf Mattwaldhorn und Simelihorn führen verschiedene unschwierige Routen, die aber zu großen Teilen weglos sind. Die Aussicht umfasst vor allem die Mischabelgruppe, die Berner Alpen und das Fletschhorn.

Mattwaldhorn
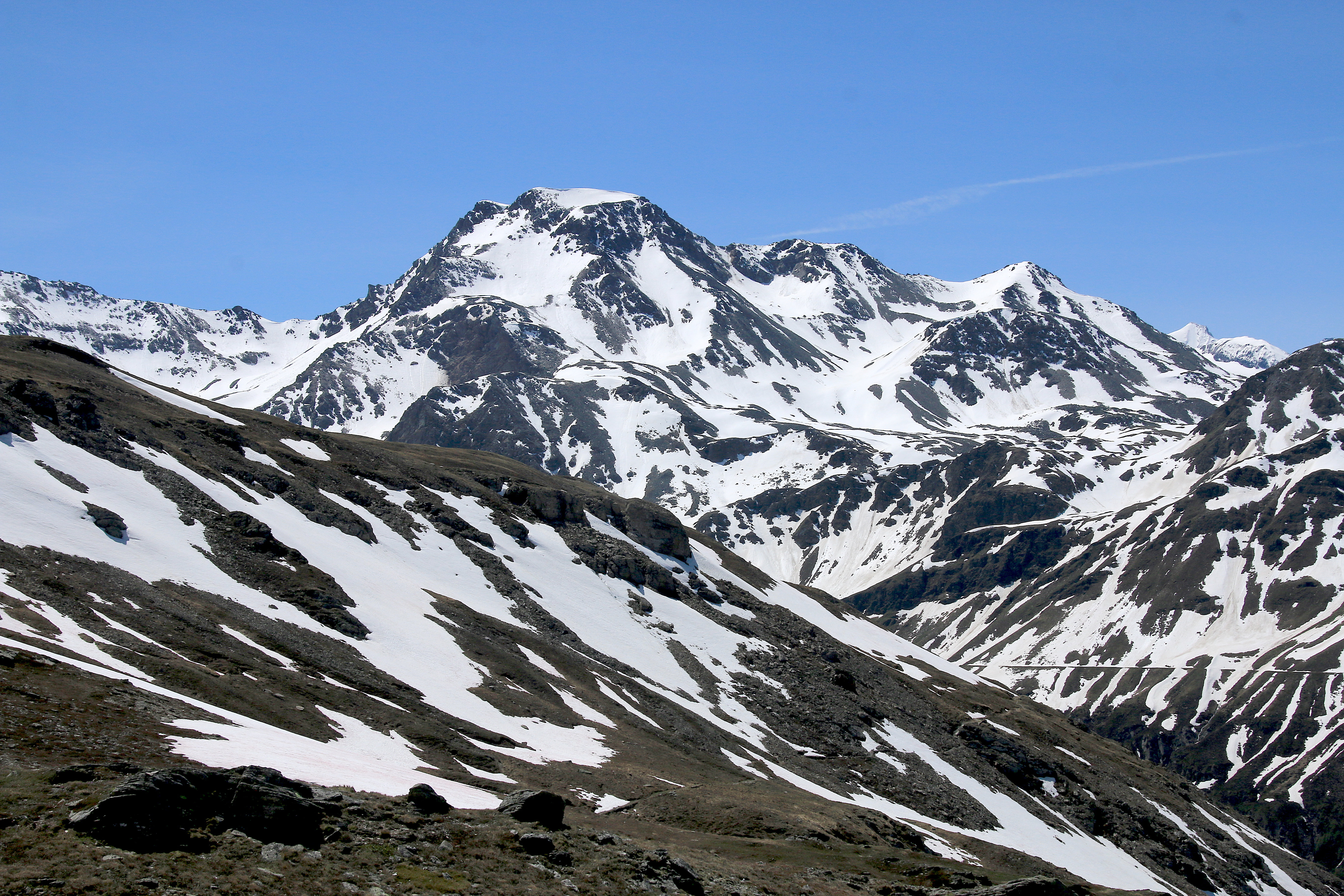
Blick vom Bistinenpass
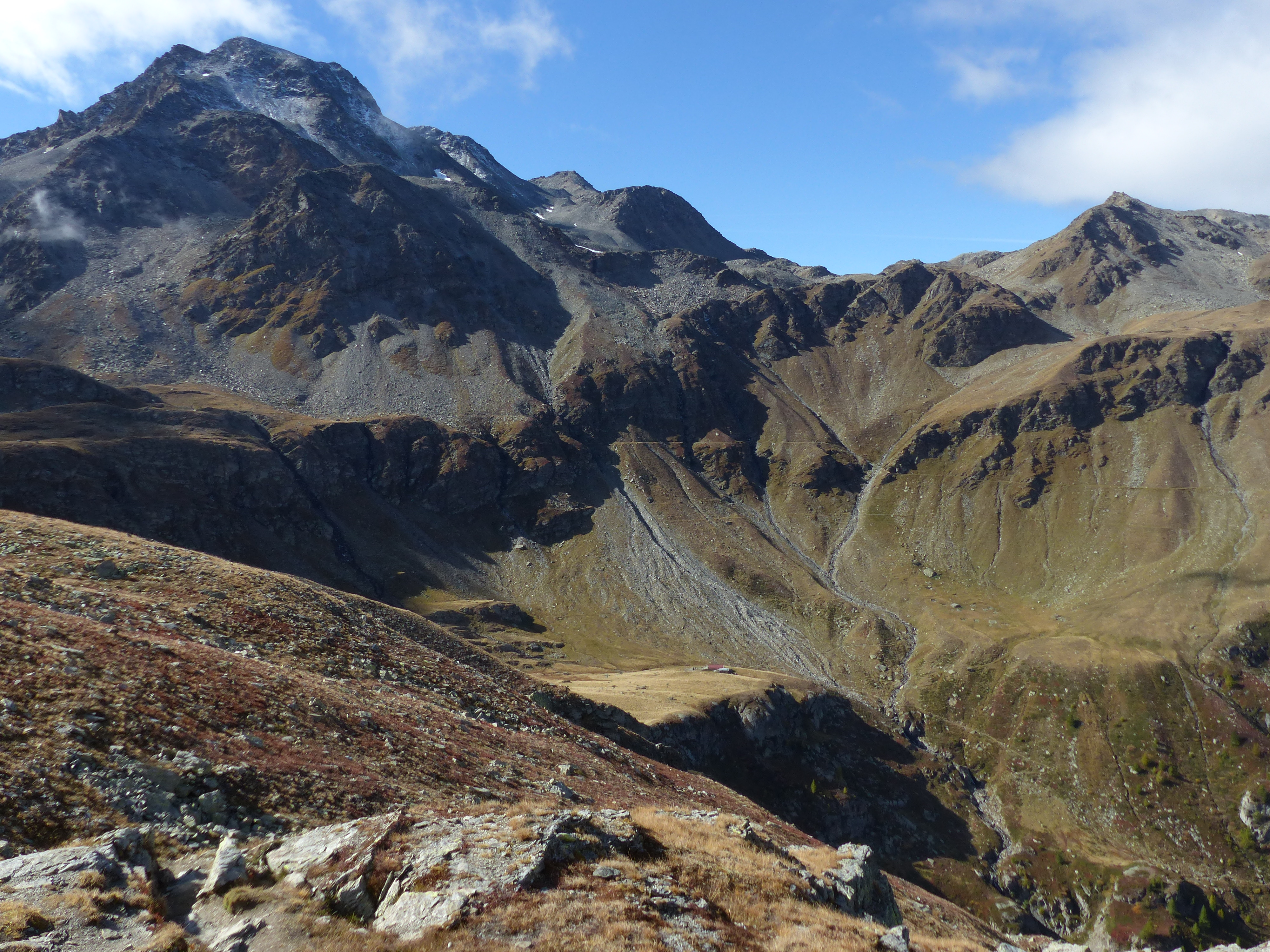
Über dem Talschluss des Nanztals